# Kanton Château-Thierry

Gemeinden des Kantons

Der Kanton Château-Thierry ist ein französischer Wahlkreis im Département Aisne in der Region Hauts-de-France. Er umfasst 21 Gemeinden im Arrondissement Château-Thierry, sein bureau centralisateur ist in Château-Thierry.

## Gemeinden
Der Kanton besteht aus 21 Gemeinden mit insgesamt 27.850 Einwohnern (Stand: 1. Januar 2022) auf einer Gesamtfläche von 207,16 km²:
| Gemeinde               | Einwohner 1. Januar 2022 | Fläche km² | Dichte Einw./km² | Code INSEE | Postleitzahl |
| ---------------------- | ------------------------ | ---------- | ---------------- | ---------- | ------------ |
| Belleau                | 133                      | 6,72       | 20               | 02062      | 02400        |
| Bézu-Saint-Germain     | 991                      | 11,13      | 89               | 02085      | 02400        |
| Blesmes                | 473                      | 9,70       | 49               | 02094      | 02400        |
| Bouresches             | 187                      | 7,52       | 25               | 02105      | 02400        |
| Brasles                | 1.711                    | 7,45       | 230              | 02114      | 02400        |
| Brécy                  | 317                      | 9,98       | 32               | 02119      | 02210        |
| Château-Thierry        | 15.068                   | 16,55      | 910              | 02168      | 02400        |
| Chierry                | 1.169                    | 2,82       | 415              | 02187      | 02400        |
| Coincy                 | 1.281                    | 17,24      | 74               | 02203      | 02210        |
| Épaux-Bézu             | 540                      | 19,50      | 28               | 02279      | 02400        |
| Épieds                 | 411                      | 18,66      | 22               | 02280      | 02400        |
| Étampes-sur-Marne      | 1.331                    | 2,24       | 594              | 02292      | 02400        |
| Étrépilly              | 125                      | 5,13       | 24               | 02297      | 02400        |
| Fossoy                 | 524                      | 7,18       | 73               | 02328      | 02650        |
| Gland                  | 429                      | 5,65       | 76               | 02347      | 02400        |
| Grisolles              | 230                      | 10,63      | 22               | 02356      | 02210        |
| Mont-Saint-Père        | 689                      | 10,69      | 64               | 02524      | 02400        |
| Nesles-la-Montagne     | 1.196                    | 17,21      | 69               | 02540      | 02400        |
| Rocourt-Saint-Martin   | 305                      | 5,76       | 53               | 02649      | 02210        |
| Verdilly               | 455                      | 5,10       | 89               | 02781      | 02400        |
| Villeneuve-sur-Fère    | 285                      | 10,30      | 28               | 02806      | 02130        |
| Kanton Château-Thierry | 27.850                   | 207,16     | 134              | 0202       | –            |

Bis zur Neuordnung gehörten zum Kanton Château-Thierry die 21 Gemeinden Azy-sur-Marne, Belleau, Bézu-Saint-Germain, Blesmes, Bonneil, Bouresches, Brasles, Château-Thierry, Chierry, Épaux-Bézu, Épieds, Essômes-sur-Marne, Étampes-sur-Marne, Étrépilly, Fossoy, Gland, Marigny-en-Orxois, Mont-Saint-Père, Nesles-la-Montagne, Nogentel und Verdilly. Sein Zuschnitt entsprach einer Fläche von 209,18 km2. Er besaß vor 2015 einen anderen INSEE-Code als heute, nämlich 0208.

## Einwohner
| Bevölkerungsentwicklung | Bevölkerungsentwicklung |
| Jahr                    | Einwohner               |
| ----------------------- | ----------------------- |
| 1962                    | 18.735                  |
| 1968                    | 21.249                  |
| 1975                    | 23.922                  |
| 1982                    | 26.553                  |
| 1990                    | 28.534                  |
| 1999                    | 28.473                  |
| 2006                    | 28.502                  |
| 2011                    | 29.156                  |

## Politik
| Vertreter im Départementsrat | Vertreter im Départementsrat    | Vertreter im Départementsrat |
| Amtszeit                     | Namen                           | Partei                       |
| ---------------------------- | ------------------------------- | ---------------------------- |
| 2015–                        | Bruno Beauvois Michèle Fuselier | –                            |